# Кюжа, Жак
Жак Кюжа́ (фр. Jacques Cujas или Cujaus), на латыни Куяций (лат. Jacobus Cujacius; 1522 год, Тулуза — 4 октября 1590 года, Бурж) — французский правовед (юрист); виднейший представитель так называемой филологической или элегантной школы изучения римского права (школы гуманистов). Ввёл преподавание римского права как учебной дисциплины. Его имя было нарицательным для обозначения учёного законника.

## Карьера
Блестящий лекторский талант, новизна метода, обширность знаний привлекали на чтения Кюжа, начатые в 1547 году в Тулузе, массу слушателей и создали ему большую славу, но возбудили и ненависть преданных Аккурсию и Бартолу тулузских учёных юристов, которые отказали Кюжа в назначении на освободившуюся в 1554 году кафедру римского права, отдав её какой-то бездарности, «предпочтя человеку обезьяну», как выразился один позднейший юрист.
Кюжа не остался, однако, без кафедры и последовательно занимал, с огромным успехом и славой, профессорские места в Бурже, Валансе, Турине, Гренобле и Париже.

### Научные методы
Рассматривал римское право в связи с жизнью и культурой, его вызвавшими, и тем самым проводил мысль о невозможности безусловного и отвлечённого приложения римских норм к современной ему действительности. Обладая обширными познаниями в области античной культуры и языка, чем он резко отличался от глоссаторов, Кюжа в своих трудах восстанавливал неясные до тех пор подробности этой культуры, дал длинный ряд верных толкований норм римских юристов, вместо искажённых комментаторских, и в первый раз старался оживить образы истинных творцов римского права — Папиниана, Ульпиана, Юлия Павла.
Написанные отличным латинским языком, труды Кюжа составляли и в этом отношении резкий контраст с трудами его предшественников, подавая руку лишь сочинениям Альчато. Метод Кюжа был экзегетическим, в противоположность начавшему получать господство синтетическому, представителем которого был Донелл, и старого бартоловского (см. Комментаторы).
Отличительную черту Кюжа являло его стремление к ясному пониманию и изложению духа и смысла права, вместо буквального и казуистического толкования глоссаторов. Влияние Кюжа на последующее развитие изучения римского права меньше влияния Донелла: практические тенденции последнего имели больше силы, чем чисто научное исследование Кюжа. Но за Кюжа осталась безусловная заслуга провозвестника «объективно-научного» направления в изучении римского права.

## Труды
Кюжа́ принадлежит огромный ряд сочинений (перечень в «Revue de législation», X, 1839), выдержавших многочисленные издания.
- Переиздание сочинений, 1874 (9 тт.).